# BK Soumykhimprom
Le BK Soumykhimprom Soumy (en ukrainien : баскетбольний клуб Сумихімпром Суми), est un ancien club ukrainien de basket-ball basé à Soumy. 

## Historique
Le club se qualifie pour l'EuroChallenge 2008-2009 après avoir franchi les deux tours préliminaires, mais est finalement éliminé lors de la phase de groupes.

## Palmarès
- Finaliste de la Coupe d'Ukraine en 2003.

## Joueurs emblématiques
- Iaroslav Lemyk
- Artem Boutsky
- Corey Santee (en)
- Jonas Elvikis